# Lauda (letecká společnost)
Lauda (dříve Laudamotion) je rakouská nízkonákladová letecká společnost se sídlem ve Vídni, vznikla v roce 2018. Jde o nástupce společnosti Niki, která přestala fungovat se zánikem aerolinie Air Berlin v roce 2017. Majitelem je k roku 2019 100% Ryanair, dříve ve firmě měl podíl Niki Lauda. Letecká společnost ohlásila velkou expanzi ve Vídni a od zimního letového řádu 2018/19 oznámila 20 nových linek.

## Flotila
| Letoun          | V provozu | Objednávky | Cestující | Poznámky |
| --------------- | --------- | ---------- | --------- | -------- |
| Airbus A320-200 | 26        | 14         | 180       |          |
| Celkem          | 26        | 14         |           |          |